# Sa Renmandula
Sa Renmandula – chiński zapaśnik w stylu klasycznym. Srebrny medalista mistrzostw Azji w 2010 roku.